# Баркервил (Пенсилванија)
Баркервил (енгл. Barkeyville) град је у америчкој савезној држави Пенсилванија.

## Демографија
По попису из 2010. године број становника је 207, што је 30 (-12,7%) становника мање него 2000. године.
| Група             | 2000.       | 2010.       |
| Белци             | 230 (97,0%) | 190 (91,8%) |
| Афроамериканци    | 0 (0,0%)    | 0 (0,0%)    |
| Азијати           | 7 (3,0%)    | 1 (0,5%)    |
| Хиспаноамериканци | 0 (0,0%)    | 11 (5,3%)   |
| Укупно            | 237         | 207         |